# そごう・西武
| 左：西武のロゴ 右:そごうのロゴ公式サイト では西武のロゴの方が先になっている。  |  | 左：西武のロゴ 右:そごうのロゴ公式サイト では西武のロゴの方が先になっている。 |
| 左：西武のロゴ 右:そごうのロゴ 公式サイト では西武のロゴの方が先になっている。 |  |                                                                               |

株式会社そごう・西武（そごう・せいぶ、英: Sogo & Seibu Co., Ltd.）は、日本の東京都豊島区南池袋に本社・本店を置く百貨店運営会社。百貨店の「そごう」と「西武」（旧「ロビンソン百貨店」を含む）を運営している。
本項では、かつて存在した中間持株会社である株式会社ミレニアムリテイリング（英: Millennium Retailing, Inc.）についても述べる。

## 概要
2009年8月1日にセブン&アイ・ホールディングス傘下の百貨店運営会社であるそごうと西武百貨店、および中間持株会社のミレニアムリテイリングが合併して誕生した。2005年12月にセブン&アイグループに参入するまではみずほフィナンシャルグループ傘下の銀行をメインバンクとしており、経営面において親密な関係にあった。
現在の法人の設立から2023年8月まではセブン&アイ・ホールディングス傘下であり、セブン&アイグループの百貨店事業を1社で担っていたが、後述の理由で2023年9月1日にアメリカの投資ファンドであるフォートレス・インベストメント・グループに2200億円で売却したため、現在はセブン&アイグループから離脱している。
百貨店業界において三越伊勢丹ホールディングス（三越伊勢丹）、J.フロント リテイリング（大丸松坂屋百貨店）、髙島屋、エイチ・ツー・オー リテイリング（阪急阪神百貨店）と共に「大手5社」に挙げられ、2020年度の売上高では髙島屋に次ぎ、国内2位の売上高をもつ。
そごうは大阪・心斎橋の古着屋を起源とし、高度成長期以降に水島廣雄のもとで全国各地に多店舗展開を行い、1990年代には百貨店業界で売上高日本一を誇った。一方、西武百貨店も堤清二の指導のもと、かつて日本最大の流通グループであったセゾングループ（旧・西武流通グループ）の中核を担う企業で、全盛期には西武池袋本店は店舗別で日本一の売上高を記録した。しかし両百貨店ともバブル崩壊を機に経営危機を迎え、規模を大幅に縮小した。合併においてはそごうが存続会社となり、社名も「そごう」を先に表記し、公式サイトに書かれている「創業」も十合伊兵衛が「大和屋」を創業した1830年（天保元年）としているが、ロゴやスマートフォンアプリ、SNSアカウント（外部リンク参照）では「西武・そごう」あるいは「SEIBU SOGO」と西武を先に表記している。また、現存している旧セゾングループの企業では唯一社名に「西武」を冠している（ただし、西武鉄道を中心とする西武ホールディングスとは後述するように協力関係にはあるものの資本関係はない）。
最盛期にはそごうは28店舗（2000年）、西武は32店舗（1992年）、そごう・西武発足時には合計で28店舗あったが、地方・郊外の不採算店舗の閉店を進めた結果、2022年現在では首都圏を中心とした10店舗まで減少している。

## 歴史

### 旧そごうグループの再建
2000年に民事再生法に基づく再生手続開始を申し立て経営破綻した株式会社そごう、および、そごうグループ（新千葉そごう、柏そごう、横浜そごう、大宮そごう、川口そごう、八王子そごう、千葉そごう、西神そごう、廣島そごう、廣島そごう新館、呉そごう、徳島そごうの地域子会社）12社（以下、再生13社）を再建するにあたり、株式会社そごうは西武百貨店元社長の和田繁明を特別顧問に迎え入れた（のちに社長となる）。この結果、事実上西武百貨店の支援を受けることとなったが、西武百貨店の傘下に入ったわけではなかった。
経営再建にあたり、まず再生13社を兄弟会社の関係とするべく、これらを直接の完全子会社として傘下に収めるための会社が必要となり、休眠会社を活用することとなった。これが後に「株式会社ミレニアムリテイリング」となる「株式会社十合」である。2001年2月に十合が再生13社を買収し、西武百貨店と包括的業務提携（資本提携ではない）を行うことで、西武百貨店の経営手法を経営再建に役立てることとなった。この時点で十合は、形式上も実態も再生13社に対しての持株会社ではあったが、経営統合ではなく経営再建が目的だった経緯などから、一般的には「受け皿会社」と表現された。なお「持株会社」と表現されるようになったのは、西武百貨店を子会社化し社名を十合からミレニアムリテイリングに変更した2003年6月前後からである。
経営再建は順調に進み、2002年には段階的に、十合の傘下において株式会社そごう（同年2月に株式会社横浜そごうから商号変更）を存続会社として再生13社が合併した。2003年1月、そごうは計画よりも2年前倒しで再生手続を終結した。

### 西武百貨店の再建
そごうが経営再建を果たした一方、2002年頃より不良債権問題と関係する形で西武百貨店の財政問題が浮上した。2000年に母体のセゾングループ（1970年代に西武グループから分離、後述）において、同グループの解体の引き金となる西洋環境開発の整理に対する負担を強いられ、踏み込んだリストラ策を行わずに経営を続けていたことも仇となって巨額の不良債権を抱えた西武百貨店は、2003年1月14日にみずほコーポレート銀行・東京三菱銀行・クレディセゾン・新生銀行（そごう債権とは関係が無い）などの貸付元へ2,300億円規模の債権放棄を要請し、同年2月には私的整理に関するガイドラインに基づいた「西武百貨店グループ再建計画」を発表し、そごうグループとの経営統合、セゾングループ各社の株式売却などの資産整理、不採算店舗の閉店などの経営再建にあたることとなった。
これにより、同社は減増資をするとともに、みずほコーポレート銀行やクレディセゾンはデットエクイティスワップの実施などで金融支援を実施。十合の子会社化（後項）によって両社は経営統合し、2005年3月に西武百貨店の再建計画は終結した。

### 増資と経営統合
2003年6月1日に株式会社十合は「株式会社ミレニアムリテイリング」 に商号変更、そごうと西武百貨店とで「ミレニアムリテイリンググループ」を発足させた。西武百貨店は十合に対する第三者割当増資と株式交換を段階的に実施して2004年9月までにミレニアムの完全子会社となり、名実共にそごうと西武百貨店の経営統合が実現した。
持株会社となったミレニアムリテイリングは、2003年時点の資本金が5,500万円で和田繁明が4割強を出資する規模であり、資本力増強と西武百貨店の再建費用捻出を目的に、2004年7月、新株予約権を行使する形で野村ホールディングス傘下の投資会社「野村プリンシパル・ファイナンス（NPF）」が500億円、みずほフィナンシャルグループの投資子会社「みずほコーポレート」が400億円出資する事となり、NPFが筆頭株主となった。なお、このみずほコーポレート社長は2006年に西武ホールディングス社長に就任した後藤高志（当時、みずほコーポレート銀行常務を兼任）である。この時、クレディセゾンや西武鉄道も10億円（100万株）を引き受けている。

### セブン&アイグループ入り
2005年12月26日にセブン&アイ・ホールディングス（セブン&アイHD）が野村プリンシパル・ファイナンスの保有する株式を買収し、ミレニアムリテイリングを傘下に収める事を電撃的に発表。大手流通グループの再編に一石を投じるなどとして話題を集めた。
2006年2月1日からセブン&アイHDの子会社となり、同年6月1日に株式交換を実施し完全子会社となった。07年、和田繁明は健康上の理由からミレニアム会長を退いた。
これまでミレニアムは、伊勢丹から池田昭喜と佐野和義の2人の役員を引き抜いている（08年9月両人らは退任）。

### 百貨店事業4社合併
2009年8月1日に株式会社そごう、株式会社西武百貨店、株式会社ミレニアムリテイリングの3社が、株式会社そごうを存続会社として合併し、株式会社そごう・西武となる。これにより、ミレニアムリテイリンググループの名称は役目を終えた。社名はそごう・西武だが、現在はそごうと西武をまとめた名称は主に「西武・そごう」としており、そごうのロゴも公式HPや広告などでは西武と同じフォントで「SOGO」と書かれたものになっている。
9月1日には、同じセブン&アイグループの株式会社ロビンソン百貨店を吸収合併、グループの百貨店事業を1社に統合する。

### フォートレス・インベストメント・グループに売却
2022年1月31日、セブン&アイ・ホールディングスは、同社を売却する検討に入ったことが一部で報道された。なお、セブン&アイによると、前年7月に発表した中期経営計画で示した通り、株式売却を含めあらゆる可能性を排除せずに検討を行っており、決定ではないとしている。
2022年4月7日、セブン&アイ・ホールディングス社長の井阪隆一は同日行われた決算説明会において、「一部株式の売却も含めてあらゆる選択肢を検討している」と述べ、売却に向けて検討を進めていることを公式の場において初めて明らかにした。
2022年5月23日、2回目の入札が締め切られ、アメリカの投資ファンドであるローンスターとソフトバンク系投資ファンドのフォートレス・インベストメント・グループ、シンガポール政府系投資ファンドのGICの3社が参加していることが明らかになった。同日には本店所在地をセブン&アイ本社近くの二番町センタービルから、西武池袋本店へ移転させている。
2022年7月3日、売却に向けた優先交渉権をフォートレス・インベストメント・グループが獲得したと複数の報道機関から報じられた。
2022年11月11日、セブン＆アイ・ホールディングスは同社をフォートレス・インベストメント・グループ（フォートレス）に売却することを発表した。売却にあたって、家電量販店大手であるヨドバシカメラの持ち株会社がパートナーとなり、フォートレスから西武池袋本店やそごう千葉店などの一部店舗を取得し、主要テナントとして、ヨドバシカメラの店舗を出店させる方向で調整している。
なお、このフォートレスへの売却を巡って、発表時点では地方店舗の扱いについて明らかにされておらず、雇用や事業維持の面での確約が無いこともあり、秋田県知事の佐竹敬久や福井県知事の杉本達治、そごう・西武の労働組合などから懸念の声が出ているほか、都市部の店舗についても、核テナントとしてヨドバシカメラが出店することにより、「既存の顧客や富裕層が離れ、今まで築き上げてきた文化が崩壊してしまう」などとして、豊島区長（当時）の高野之夫や千葉市長の神谷俊一から嘆願書や要望が出された他、西武池袋本店の地権者である西武ホールディングスからも慎重な検討を求める意見があがる事態になった。
株式譲渡の実行は2023年2月1日を予定していたが、西武池袋本店におけるヨドバシカメラが出店する部分の売り場構成などの調整が難航していることから、セブン＆アイ・ホールディングスは同年1月24日に譲渡実行日を同年3月に延期することを明らかにした。その後、同年3月30日に譲渡時期の新たな期限を設定しない形で再度延期することを発表した。

#### ストライキ

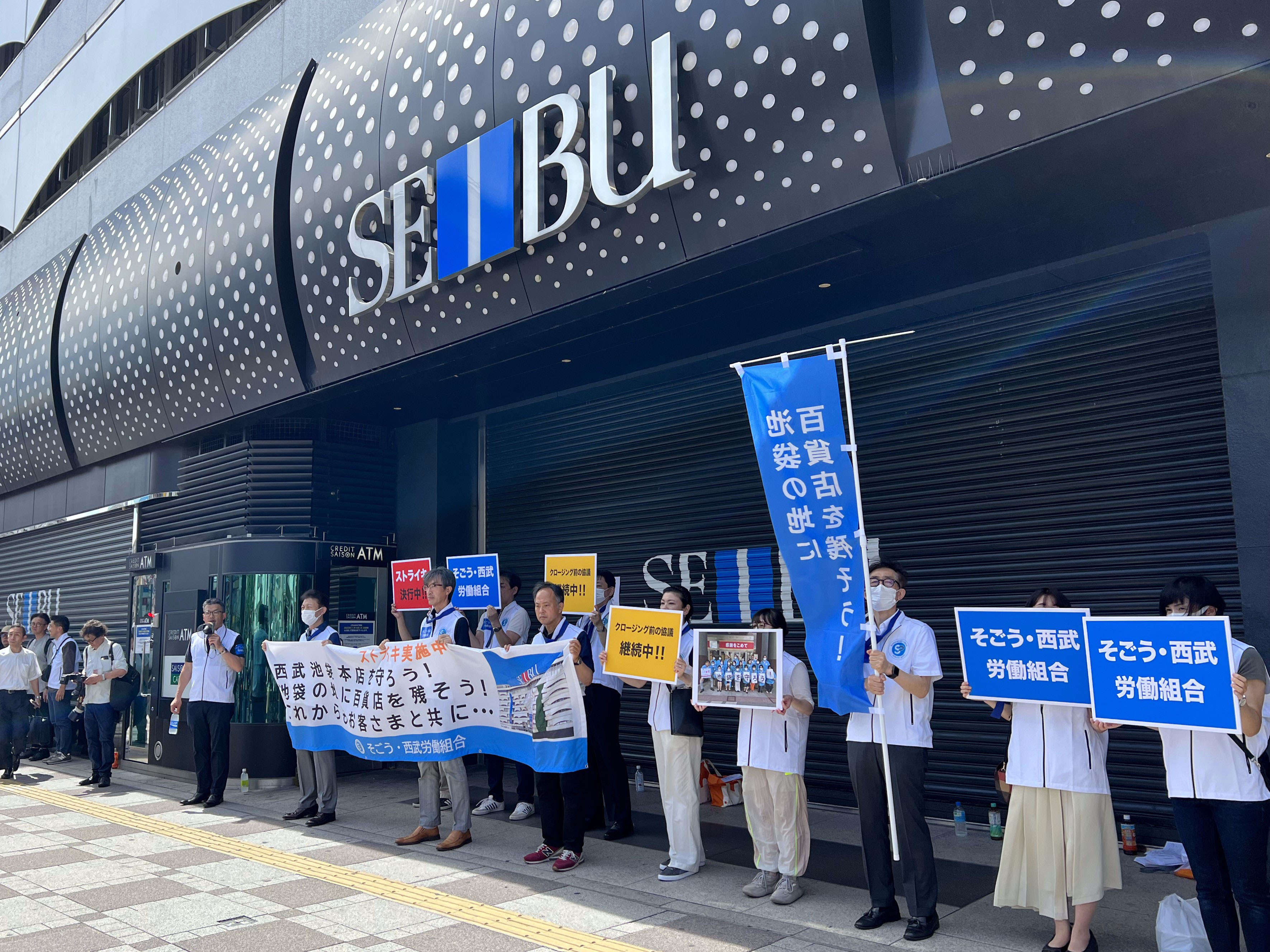
スト当日の示威行動

そごう・西武は、2023年にアメリカの投資ファンドであるフォートレスへ売却することが、2022年11月の段階で決まった。しかし、それ以降、そごう・西武労働組合はセブン＆アイ・ホールディングスに対し説明を求めるも「直接の雇用者でない」として拒否されたことから2023年7月にスト権を確立した。
そごう・西武の旗艦店である西武池袋本店で2023年8月31日にストライキが実施された。ストライキは組合員4千人のうち同店で働く約1千人が出社せず、店は終日、全館を臨時休業するというものであった。大手百貨店でのストは1962年5月の阪神百貨店以来約61年ぶりである。また、ストライキに他社の百貨店の従業員が参加したという点で初めての事例となった。
小売・流通アナリストの中井彰人は「例えば三越伊勢丹に売却するのであれば、労働組合側も意見しないであろうがヨドバシに売却するとなると話は変わってくる」とし、売却後の説明が不足していたことがストライキという「最終手段」を使用した理由であると述べた。同じく中井はこのストライキによってセブン＆アイ・ホールディングスのイメージダウンは避けられないとしている。
セブン＆アイ・ホールディングスの社長である井阪隆一は「西武池袋本店のストライキについては多くのお客様、関係者にご迷惑をお掛けしている。申し訳ございません」と謝りながら、臨時取締役会を予定通り開くと説明した。
そごう・西武労働組合委員長の寺岡泰博はヨドバシカメラ出店で店の大半が電化製品となるプランに対し「テナントとして百貨店に入るのではなく、われわれが量販店のテナントとなる計画だ」と批判した。

#### 売却決行
セブン＆アイ・ホールディングスは2023年8月31日開催の取締役会で同年9月1日付けでそごう・西武をフォートレスに売却することを決議した。当初は売却額を2500億円としていたが、雇用の維持などを配慮した改装など事業計画の見直しなどをフォートレスに要請したことなどを考慮して、300億円減額の2200億円となった。また、セブン＆アイ・ホールディングスはそごう・西武への貸付金約1659億円のうち、約916億円を放棄することも併せて発表された。フォートレスは西武池袋本店などの土地をヨドバシホールディングスに売却し、その資金で残りの負債を返済する計画である。その後の報道によれば、フォートレスはヨドバシホールディングスに約3000億円で取得不動産などを売却した。
2023年9月1日、セブン＆アイ・ホールディングスはそごう・西武の売却手続きが完了したことを発表した。売却額は実質8500万円だったとしている。その後、売却額が8500万円だった根拠として、そごう・西武が西武ホールディングスへ108億円で、売却承諾料を支払い、その金額をセブン＆アイ・ホールディングスが立て替えた事にも関係があると報じられた。
この時点ではそごう・西武に売却後もセブン&アイ関連サービスの利用は可能であったが、2024年2月29日付でそごう・西武各店でのセブン&アイ共通商品券の利用を終了した。2025年8月にはショッピングサイトや公式アプリでの7iDやセブンマイルなどの連携サービスも終了する予定である。また、セブン&アイグループ各社でも西武商品券・そごう商品券の利用を2024年2月29日付で終了した。
2025年7月にはそごう大宮店にローソン銀行のATMが設置され、セブン&アイからの脱却が進んでいる。

#### 売却後
フォートレス傘下に入った後、そごう・西武の取締役会の改革が実行に移され、株式会社レオパレス21の取締役である劉勁が代表役員に就任し、田口広人が代表権の無い社長に降格し、フォートレス日本代表の山下明男が取締役に就任したことが報じられた。
西武池袋店の不動産売却に伴い、2024年8月までに西武池袋本店の各テナントの移動が実施される見込み。2025年度には、ラグジュアリー、化粧品、食品に特化した店舗へ改装が実施される見込み。店舗の約半分は、ヨドバシカメラが入店し、百貨店としての機能は中央から南側へ移動が実施される予定。
なお、2024年時点では西武池袋本店をはじめとする全国の10店舗の改装に合計で数百億円を投じる計画を明らかにし、閉店や撤退は考えていない事や西武池袋などでの雇用を維持する姿勢を表明していたが、結局池袋本店の非正規従業員に対しては2024年8月に早期退職を募り、2025年には西武秋田店と西武福井店については自治体と存続について協議すると表明し、1年で態度を変えている。

## 沿革
- 2009年（平成21年）
  - 8月1日 - 株式会社そごうを存続会社として、株式会社西武百貨店と株式会社ミレニアムリテイリングを吸収合併し、株式会社そごう・西武に商号変更[7]。なお店名は、「そごう」「西武」を維持（「西武百貨店」という表記は使用せず）。西武百貨店とミレニアムリテイリングは、法人としては解散[18]。また、これに伴い、社章をセブン&アイ・ホールディングスのマーク（「7」と「i」の組み合わせ）に統一。
  - 8月31日 - そごう心斎橋本店を閉店。土地・建物は、隣接する大丸（J.フロント リテイリンググループ）へ売却。改装の上、同年11月14日に大丸心斎橋店北館として開店。
  - 8月31日 - 登記上の本店を、東京都千代田区九段南のイタリア文化会館から、セブン&アイHD本社に程近い千代田区二番町に移転。
  - 9月1日 - 株式会社ロビンソン百貨店を吸収合併[18]。
  - 9月30日 - 西武札幌店を閉店[58]。
- 2010年（平成22年）
  - 12月25日 - 有楽町センタービルに出店した西武有楽町店を閉店[59]。
- 2012年（平成24年）
  - 1月31日 - そごう八王子店を閉店[60]。八王子店の閉店により東京都内から「そごう」店舗が消滅。
- 2013年
  - 1月31日 - 西武沼津店・そごう呉店を閉店[61]。
  - 3月1日 - ロビンソン2店舗（春日部・小田原）を「西武」へ転換。同日、松本社長就任[62]。
- 2015年
  - 12月1日 - 婦人服専門店を展開していたセブン&アイ・グループの株式会社メリーアンを吸収合併[2]。
- 2014年
  - 11月22日 - グランツリー武蔵小杉（川崎市）に「西武・そごう」武蔵小杉SHOP開店。そごうと西武の連名での出店は初。
- 2016年
  - 2月28日 - 西武春日部店を閉店[63]
  - 9月30日 - そごう柏店・西武旭川店を閉店[64][65]。北海道の店舗が消滅。
  - 10月6日 - 親会社のセブン&アイ・ホールディングスが阪急阪神百貨店を傘下に持つエイチ・ツー・オー リテイリング株式会社との資本業務提携に合意[66]。この合意に伴い、正式締結完了後関西圏のそごう神戸店、西武高槻店、そごう西神店（2020年8月閉店）の運営がエイチ・ツー・オー リテイリングへ承継される予定とされていた。
- 2017年
  - 2月28日 - 西武筑波店・西武八尾店を閉店[67]。
  - 8月3日 - H2Oグループが神戸店を同年10月1日付で買い取ることに合意したと発表。西神店は事業引き継ぎを断念し、当面はセブン&アイ・ホールディングス運営のままで残ることになった[68]。
  - 10月1日 - エイチ・ツー・オー リテイリングの完全子会社であるエイチ・ツー・オー アセットマネジメントが、そごう神戸店、西武高槻店の2店舗を、会社分割により承継。[69] なお、当初予定ではそごう西神店も承継予定だったが、賃料の引き下げがあったため、当面はセブン&アイ・ホールディングス運営のままで残ることになった[70]。
- 2018年
  - 2月28日 - PBのリミテッド　エディションの販売終了[71][72]。西武船橋店・西武小田原店を閉店[73][74]
- 2019年
  - 8月26日 - 「そごう・西武友の会」を廃業[75]
  - 9月5日 - 西武所沢店を専門店テナントを増やした「西武所沢ショッピングセンター」としてリニューアルオープン[76]。
  - 10月5日 - 旧そごう神戸店・旧西武高槻店がそれぞれ神戸阪急・高槻阪急として営業開始[77][78]。
- 2020年
  - 3月1日 - 西武東戸塚店を「西武東戸塚ショッピングセンター」に改称し、リニューアルを開始。6月までに直営売場をなくし、全館テナント型への改装を完了[79]。
  - 8月31日 - 西武岡崎店・西武大津店・そごう西神店・そごう徳島店を閉店[80]。関西・東海・四国地区から店舗が消滅。
- 2021年
  - 2月28日 - そごう川口店を閉店[81][82]。西武福井店新館を閉鎖[83][84]。
  - 9月1日 - 西武池袋本店の不動産管理会社である「株式会社セブン＆アイ・アセットマネジメント」（セブン&アイHDの100％子会社）を吸収合併[85]。
- 2022年
  - 1月31日 - 親会社のセブン＆アイ・ホールディングスが、同社を売却する検討に入ったと報じられる[19]。
  - 5月 - 本社機能および登記上の本店所在地を千代田区二番町から西武池袋本店書籍館へ移転[2][1][86]。
  - 11月11日 - セブン&アイ・ホールディングスが同社をアメリカの投資ファンドであるフォートレス・インベストメント・グループと家電量販店大手「ヨドバシカメラ」の親会社であるヨドバシホールディングスの企業連合に売却すると発表[26]。
- 2023年
  - 8月31日 - 西武池袋本店にてストライキを実施[87]し、全館臨時閉館。そごう広島店新館を閉鎖[88]。そごう千葉店ジュンヌ館（現・ヨドバシHD千葉ビル）が全面改装に伴い、営業を終了[89]。
  - 9月1日 - セブン&アイ・ホールディングスが保有している全ての株式をフォートレス・インベストメント・グループに売却[26][34][35][5]。
  - 10月2日 - そごう千葉店ジュンヌ館をヨドバシホールディングスに売却[90][91]
- 2024年
  - 1月31日 - 西武池袋本店内に所在した「ザ・ガーデン自由が丘」池袋店の営業を終了[92]。
  - 2月26日 - それまで恒例だった店舗別の月次売上高の公表を中止すると発表[93]。
  - 2月29日 - そごう・西武各店でのセブン&アイ共通商品券の取扱い並びにセブン&アイグループ各社[注 5]での西武商品券・そごう商品券の取扱いを終了[46][50]。
- 2025年
  - 1月1日 - 働き方改革の一環により、西武池袋本店や西武渋谷店、そごう広島店、西武秋田店の4店舗で13年ぶりに元日休業した[94][95]。
  - 7月9日 - 西武池袋本店のリニューアル第Ⅰ段として、南館3F（ヨドバシホールディングス・池袋ビル）内に化粧品売り場が開店[96]。
  - 7月18日 - 西武池袋本店本館（ヨドバシホールディングス・池袋ビル）内にテナント出店していたエルメス池袋店が撤退する事を明らかにした[97]。
  - 8月31日 - ショッピングサイトや公式アプリでのセブン&アイ・ホールディングスとのポイント・ID連携サービスを終了予定[48][49]。

## 歴代社長
- 山下国夫：2009年 - 2013年
- 松本隆：2013年 - 2016年
- 林拓二：2016年 - 2023年
- 田口広人：2023年 - 現職

## 営業拠点

### 百貨店
そごう・西武発足時は28店舗を展開していた が、地方店・郊外店を中心に閉店を進めた結果、2021年3月時点では西武6店舗・そごう4店舗の計10店舗にまで店舗網は縮小しており、西武ブランドの所沢店と東戸塚店はアリオなどを手掛けるセブン&アイ・クリエイトリンクとの協業で、直営売場を削減してテナントを入居させる郊外型ショッピングセンターへ転換している。
店舗別売上高では西武池袋本店（2020年2月期　1,823億69百万円 法人外商含む）が最も多く、次いでそごう横浜店（同 1,089億33百万円）、そごう千葉店（同 740億3百万円）の順になっている。
また、店舗のほかにショッピングサイト「e.デパート」がある。
なお、台湾、香港、マレーシア、インドネシアにおいて「SOGO」が32店舗、「SEIBU」が2店舗が存在するが、これらは商標貸与契約によるもので運営は現地の企業が行っている。

### 小型店（西武・そごう）
2011年にアリオ上田に小型店舗を出店して以来、セブン&アイグループのイトーヨーカ堂やアリオ内に「西武」「西武・そごう」名義で小型店を展開したが、2017年には10店舗が閉鎖に追い込まれており、2025年6月現在で営業しているのは西武ショップ2店舗と西武・そごうショップが2店舗の計4店舗。小型店のWEB上の案内は西武池袋本店のサイト内にあり、「西武池袋本店の特長をギュッと凝縮した小型ショップ」と紹介されている。

#### 現在営業中の店舗
- 西武・そごう柏SHOP

千葉県柏市大島田950-1 セブンパーク アリオ柏1階
2016年4月25日、「セブンパーク アリオ柏」オープンと同時に開業。和洋菓子やギフトなど、食料品を中心とした店舗構成。
2016年9月限りで閉店した柏市街にあるそごう柏店とは別店舗であるが、閉店後の後継店舗として位置づけられている。
- 西武・そごう川口SHOP

埼玉県川口市栄町3丁目5番1号 三井ショッピングパーク ららテラス川口 地下1階
2025年5月31日に、「三井ショッピングパーク ららテラス川口」オープンと同時に開業。柏SHOP同様、和洋菓子やギフトなど、食料品を中心とした店舗構成。
2021年に閉店したそごう川口店と同じ地に再出店している。
この他、西武東戸塚S.C.に「そごう横浜店ギフトサロン」があり、「西武」ブランドの施設に「そごう」ブランドが出店する形になっている。

#### 過去に存在した店舗
- 西武・そごう武蔵小杉SHOP

神奈川県川崎市中原区新丸子東3-1135-1 グランツリー武蔵小杉内（武蔵小杉駅前）
2014年11月22日開業、2017年8月27日閉店。「西武・そごう」の連名ブランドでの1号店。そごう・西武のファッションブランド「LIMITED EDITION」など、ファッションを中心とした店舗構成。
しかし売り上げ低迷などに伴い、2017年8月27日での閉店が決定した（当初予定では8月31日だった）。そごう・西武での小型店は、武蔵小杉を含め大方が2017年内の閉店が決定しており、前述の柏SHOP（旧：そごう柏店の代替店舗）と、西武三島ショップ（旧：沼津西武の代替店舗）だけになる。
2021年4月、そごう・西武は4月28日のグランツリー武蔵小杉のリニューアルに合わせて、「西武」ブランドで再出店（「西武武蔵小杉ショップ」）すると発表した。衣料品中心だった前回とは違い、前述の柏SHOP同様に西武池袋本店の食品売場で扱っている菓子類やギフトを中心にした売場構成となる。

### 商事事業部
法人向けの防災用品・ユニフォーム・ノベルティ・ギフトや学生服などを扱っており、百貨店の店舗が消滅した関西や東海地区にも営業所を置いている ほか、こども科学センター・ハチラボ（渋谷区）の運営も受託している。
- 東日本商事部・公共ソリューション部（東京都豊島区　西武池袋本店書籍館　そごう・西武本社と同じ）
  - 名古屋営業所（愛知県名古屋市中村区）
- 西日本商事部（大阪府大阪市中央区）
  - 九州営業所（福岡県福岡市博多区）

## 関連会社
括弧内は議決権比
- 株式会社八ヶ岳高原ロッジ（100.0%） - 別荘販売・別荘管理・ホテル・音楽堂などを運営。
- 株式会社ごっつお便（100.0%） - 高級食材のEC販売及びカタログ販売。
- 株式会社e.デパートマーケティング(50.0%) - 西武・そごうのショッピングサイトe.デパートおよび西武・そごう公式アプリの管理・運営。セブン&アイ・ホールディングスとの共同持分会社。

少数出資会社
- 株式会社セブンカルチャーネットワーク（2.7%） - 西武池袋本店内でカルチャーセンター「池袋コミュニティ・カレッジ」を運営している[115]。
- 株式会社シェルガーデン（10.0%） - 以前はそごう・西武の完全子会社。旧セゾングループの一員でもあった。2020年4月30日に、セブン&アイ・ホールディングスに保有株式の90.0%を譲渡[116]。

グループから離脱した企業
- 株式会社千葉センシティ（34.8％, 2013年2月期時点） - 旧株式会社千葉そごうの系列会社。そごう千葉店の立地するセンシティビルの不動産管理会社であった。2013年2月期から2014年2月期間に売却。
- 株式会社スカイプラザ柏（45.5％, 2013年2月期時点）, 株式会社柏駅前ビル開発（27％, 2013年2月期時点） - 旧株式会社柏そごうの系列会社。そごう柏店の立地するスカイプラザ柏の不動産管理会社であった。2013年2月期から2014年2月期間に売却。
- 株式会社大宮スカイプラザ（20％, 2013年2月期時点） - 旧株式会社大宮そごうの系列会社。そごう大宮店の立地する大宮スカイビルの不動産管理会社であった。2013年2月期から2014年2月期間に売却。
- 株式会社ケイ・エスビル（40％, 2013年2月期時点） - 旧株式会社そごうの系列会社。そごう神戸店の立地するKSビルの不動産管理会社であった。2013年2月期から2014年2月期間に売却。
- 株式会社ロフト - 旧セゾングループの一員。以前はそごう・西武の完全子会社であったが、2023年9月にセブン&アイ・ホールディングスの直接子会社となった。
- 株式会社池袋ショッピングパーク - 旧セゾングループの一員。2023年9月に実施された株式会社ヨドバシホールディングスへの資産売却に伴い、同社の直接子会社となった。
- 株式会社地域冷暖房千葉 - 旧株式会社千葉そごうの系列会社。そごう千葉店の立地するセンシティ一帯に地域熱供給を提供している。2023年9月に実施された株式会社ヨドバシホールディングスへの資産売却に伴い、同社の直接子会社となった。

グループ内で社名変更となった会社

解散した関連会社

- 株式会社ミレニアムキャスティング - 人材派遣、アウトソーシング事業
- 株式会社十合 - ミレニアムホールディングスを設立するために休眠会社を復活。詳細は年表参照。

## 電子マネー、QR・バーコード決済
電子マネーはセブン&アイグループのnanacoに対応している。また、2020年7月からは各種QR・バーコード決済（PayPay、楽天ペイ、d払い、au PAY、Alipay、WeChat Pay等）にも対応を開始している。
後述のクラブ・オン／ミレニアムカードのクレジットカード機能利用者には、専用アプリでのQRコード決済も可能。

## クレジットカード
クレジットカードについては、旧西武百貨店、旧そごう及び傘下の関連会社については旧セゾングループの流れ、及び旧西武百貨店が旧そごうを救済した経緯から、クレディセゾン（セゾンカード）との提携カード「クラブ・オン カード《セゾン》」と「ミレニアムカード《セゾン》」を発行している（2011年4月にクレディセゾンからセブンCSカードサービスへ移管）。
なお、ロビンソン百貨店はイトーヨーカドー傘下であったため、セブン・カードサービス（旧アイワイ・カード・サービス）との提携カード「ロビンソン-アイワイカード」を発行していた。ただし合併後に2店舗（春日部・小田原）共に西武に転換される際、2013年3月1日に「ロビンソン-アイワイカード」から既存客は「セブンカード（プロパーカード）」に切り替えられ、また、店頭での入会受付をするカードが「クラブ・オン カード《セゾン》」に変更となる。3月以降にセブンカードの入会を希望する者は、それぞれ、最寄のイトーヨーカドーでの申込となった。
2013年を目処に、セブン・カードサービスの親会社であるセブン・フィナンシャルサービス（旧セブン&アイ・フィナンシャル・グループ）とクレディセゾンとの合弁会社セブンCSカードサービスにセブン・カードサービスの事業を移管して統合することが合意されていたが、2025年時点でも実施されておらず、クレディセゾンとセブン&アイの合弁会社セブンCSカードサービスをどうするのかについても2025年5月時点では決まっていない。

## ポイントカード
ポイントカードについては、西武が「クラブ・オンカード」、そごうが「ミレニアムカード」を発行しており、西武及びそごうで共通にポイントを利用できる。ロビンソンはロビンソンポイントカードを発行しており、発行店でのみポイント利用ができる。西武・そごうとロビンソンの互換性は皆無である。前述のロビンソン2店舗（春日部・小田原）が西武に転換されるにあたり、「クラブ・オンカード」へのポイント交換が実施された。
2022年2月以降はクレジットカード機能付きのクラブ・オン／ミレニアム・カード セゾンのクレジット機能使用時以外はポイント付与率が変更され、現金とnanaco決済では付与ポイントが最大でも1%に引き下げられ、他のクレジットカードや各種QR・バーコード決済ではポイントが付与されなくなった（年間買上金額にも加算されない）。
西武東戸塚S.C.以外の各店では、セブン&アイグループ共通の「セブンマイル」にも対応しており、「西武・そごうアプリ」とクラブ・オンカード／ミレニアムカードを同時に提示すれば、マイルとポイントが両方付与される（一部商品や無印良品などの専門店を除く）。ただし、セブン-イレブンやイトーヨーカドーでは7iDの会員情報に登録したnanacoを決済に使用すれば自動的にセブンマイルが付与されるが、そごう・西武の場合はnanacoで決済する場合でも「西武・そごうアプリ」の会員コードを提示しないとマイルは付与されない。セブン&アイ離脱後もしばらくはセブンマイルへの対応は継続していたが、上述のように、2025年8月でセブンマイルへの対応は終了する。

## ATMサービス
ロビンソン百貨店はイトーヨーカドー傘下であったことから、セブン銀行ATMのサービス開始当初および地元金融機関提携当初からATMが設置されていたが、そごう及び西武百貨店については2008年7月15日より順次設置された。セブン&アイからの離脱後は上述されているように、そごう大宮店にローソン銀行のATMが設置されている。
また旧西武百貨店が旧セゾングループであり、クレディセゾンとクレジットカード事業で提携している関係でセゾンカードのATMも設置されていたが、クレディセゾンが2023年11月に自社のATMサービスを終了させたため撤去されている。

## 商品券
「セブン&アイ共通商品券」については、2006年のセブン&アイ・グループ入り直後のそごう及び西武百貨店では利用できなかったが、2008年9月1日から利用できるようになり、2009年9月1日から「セブン&アイ共通商品券」の販売を開始した。セブン&アイからの離脱により2024年2月末をもってセブン＆アイ共通商品券の利用はできなくなった。
また、そごう及び西武百貨店発行の一部の商品券類（お買物クーポン・ギフトカード・お買い物券・お内渡票など）については、以前はそれぞれが発行した百貨店各店のみ利用可能だったが、2009年8月1日から、そごう及び西武百貨店全店および池袋ショッピングパークで利用できるようになった。また閉店し店舗が現存してない各店発行の商品お取替券やロビンソン百貨店商品券はそごう・西武各店で引き続き利用可能である。
なおファミリィ西武→クレディセゾンお買い物券（積立）は利用と払い戻しを終了している。
なお、そごう・西武に合併する前から、西武百貨店及びそごう、ロビンソン百貨店の3社はそれぞれ日本百貨店協会に加盟していたため、「全国百貨店共通商品券」の使用は発行元百貨店に関わらず、西武百貨店及びそごう、ロビンソン百貨店の全店で利用可能だった。

## 西武グループとの関係
もともと西武百貨店は西武鉄道と同一のグループ（西武企業グループ）であったが、西武鉄道創業者堤康次郎の死後、三男堤義明が西武鉄道社長を、次男堤清二が西武百貨店社長を継承することになり、「兄弟会」を設置してグループの秩序を維持した後、1971年の康次郎の七回忌をきっかけとした義明と清二の「相互不干渉」の確約を機に、西武百貨店は独自色を強めていき西武流通グループ（のちのセゾングループ）として独立した。
ただし、独立後も堤清二が1986年まで西武鉄道にも取締役として残留していた他、セゾングループの西友の店舗が西武鉄道からの借地であったり、西武百貨店が西武鉄道グループの埼玉西武ライオンズのスポンサーになるなどの関係があった。2022年現在でも、西武池袋本店の敷地の6割は西武ホールディングスから借りる形になっている。また上述のように、ミレニアムリテイリングが2004年に第三者割当増資を行った際には西武鉄道が10億円を出資している。
セゾングループ解体や2004年秋以降の西武鉄道グループ経営陣からの堤家追放後も、ライオンズと西武百貨店の後身であるそごう・西武とはスポンサー企業としての関係が継続しており、そごう・西武のみならず同じグループのイトーヨーカドーやセブンイレブンも西武ドームに広告を掲示したり、ライオンズの優勝セールを行っている（2018年の優勝ではそごう広島店 と阪急阪神東宝グループ傘下のエイチ・ツー・オー リテイリングが運営しているそごう神戸店・西武高槻店 を除きセールが実施された）ほか、ライオンズのファンクラブ向けのグッズ制作はそごう・西武の法人外商部が担当している。2021シーズンのライオンズ主催試合では、「そごう」のちきりマークと「西武 SEIBU」の商標が入った統一試合球が使用された。
また、西武グループの統括会社である西武ホールディングスとそごう・西武の親会社であるセブン&アイ・ホールディングスは「連携強化のため」にお互いに株式を持ち合っており、西武鉄道・プリンスホテルと西武池袋本店が共同で外国人観光客誘致を行ったり、西武鉄道が2019年に新型特急車両・001系電車「Laview」をデビューさせた際に、事前に体験乗車できる福袋を西武池袋本店主催で販売する、西武池袋本店の食品を西武特急で西武秩父駅前温泉 祭の湯へ輸送して販売・秩父で採れた農産物を西武特急で池袋へ輸送して西武池袋本店で販売する などの協業を行っている。
なお、「西武」「SEIBU」の一部分野における商標登録は、西武ホールディングスとそごう・西武が共同で権利者として出願・登録（出願時は西武鉄道と西武百貨店）している。また、西武4000系電車「西武 旅するレストラン 52席の至福」のロゴの商標登録も両社の共同で行われている。

## おかいものクマ
おかいものクマはそごう・西武のマスコットキャラクター。

### 概要
1993年、西武百貨店（現：西武）の夏市の広告キャラクターとして誕生した。2003年にそごうと経営統合したことによりそごうでも使用されるようになった。「日焼けグマ」やミレニアム・クラブオンカードの広告で使用される「銀クマ」という仲間もいる。また、各店舗ごとに「おかいものクマ＠」というLINEキャラクターもいる。
- クマさんの部屋
- そごう・西武 - サン・アド　仕事紹介
- おかいものクマ公式アカウント (@sogoseibu_kuma) - X - 夏市・冬市開催期間中に活動するアカウント

## その他イメージキャラクター
- 倖田來未 - 2009〜2010年冬、2010〜2011年冬「そごう・西武冬市」イメージキャラクター。
- 東方神起 - 2011年〜[142]
- 樹木希林 - 2016年～2018年[143]
- 木村拓哉 - 2018年[144]
- 炎鵬晃 - 2020年[145]

## スポンサー
ラジオ
- SEIBU SOGO CREADIO - J-WAVE 日曜21:00~21:54（一社提供 2014年4月～2017年3月）